# Nikola Andrić
Nikola Andrić (Vukovár, 1867. december 5. – Zágráb, 1942. április 7.) horvát irodalomtörténész, műfordító, filológus, dramaturg, újságíró, rovatíró, lexikográfus és színházi szakember volt.

## Élete és pályafutása
Nikola Andrić Vukováron született 1867-ben. Apja Mate hámkészítő és bíró, anyja Julijana Mađarević volt. Általános iskolába szülővárosában (1874-1879), középiskolába Eszéken (1879-1887) járt. Bécsben szlavisztikát (1887-1889) és Párizsban romanisztikát (1889-1891) tanult, majd 1892-ben Bécsben „Prijevodna beletristika u Srba od god. 1777-1847” (A szerb szépirodalmi fordítások 1777-1847) című 1892-es munkája alapján 1897-ben a filológia doktorává avatták. 1894-ben horvátból és franciából letette az állami professzori vizsgát. Dramaturg (1894 – 1898 és 1901 – 1907), majd a Horvát Nemzeti Színház igazgatója (1920) volt. Stjepan Miletićcsel együtt 1898-ban megalapította a zágrábi színésziskolát. 1907-ben az eszéki Horvát Nemzeti Színház egyik alapítója és első igazgatója volt. Az Szerb-Horvát-Szlovén Királyságban Stjepan Radić oktatási miniszter helyettese volt (1925–1926). 1909-től 1913-ig a „Narodne novina” folyóirat szerkesztőségének tagja volt, ahol az oktatási rovatot és a feuilletont szerkesztette, valamint színházról és új könyvekről írt cikkeket. 1927-ben vonult nyugdíjba. 1942-ben Zágrábban halt meg, a zágrábi Mirogoj temetőben temették el. 

## Irodalmi tevékenysége
Az irodalomban nemcsak sokoldalú íróként, hanem szervezőkészségével és lendületével is, különösen a kiadói ötletekkel szerzett nagy érdemeket. Feuilletonokat, útleírásokat és irodalomtörténeti értekezéseket írt. A horvát nyelv védelmezőjeként 1911-től fontos volt a hozzájárulása a horvát nyelvi tisztasághoz. Andrićnak a Narodne novinéban „Filološke sitnice” (Filológiai apróságok) címmel megjelent cikkeit a „Branič jezika hrvatskoga” (A horvát nyelv védelmezője) című mű gyűjtötte össze. 1913-tól 1941-ig, közel harminc éven keresztül adta ki a Szórakoztató Könyvtár című sorozatot, amelyben 603 zöld kötetben addig ismeretlen, értékes művek sokaságát tárta az olvasók elé. Fordításainak negyven könyvének nagy részét szintén a Szórakoztató Könyvtárban adta ki.

## Művei
- U vagonu, Zemun 1894. (Miloje Fruškogorac álnéven)[3]
- Spomen-knjiga Hrvatskoga zemaljskog kazališta, Zagreb 1895.
- Izvori starih kajkavskih drama, Zagreb, 1901. (elektronikus változat)
- Značenje Marka Marulića, Zagreb, 1901. (elektronikus változat)
- Iz ratničke književnosti hrvatske, Zagreb, 1902. (elektronikus változat)
- Život i književni rad Pavla Solarića, Zagreb, 1902. (elektronikus változat)
- Pod apsolutizmom. Historija šestoga decenija hrvatske književnosti (1850-1860.), Zagreb, 1906.
- Ženske pjesme (Románcok és balladák), (Szerk.) 1909.
- Branič jezika hrvatskoga, Zagreb, 1911., (2. kiad. Zagreb, 1911.,  2. kiad. Pergamena, Zagreb, 1997.) (elektronikus változat)
- Izabrane narodne pjesme: ženske priredio, Zagreb, 1913. (elektronikus változat)
- Ženske pjesme (Pričalice i lakrdije), (Szerk.) 1914.
- Od Balkana do Montblanca. Putničke impresije., I-II., Zagreb, 1927.
- Ženske pjesme (Ljubavne pjesme), (Szerk.) 1914.
- Šta je šta. Stvarni hrvatski rječnik u slikama. Priredili Iso Velikanović i Nikola Andrić, Zagreb, 1938., (utánnyomás, Zagreb, 2007.) (elektronikus változat)
- Junačke pjesme (Uskočke i hajdučke pjesme), (Szerk.) 1939.
- Junačke pjesme (Historijske, krajiške i uskočke pjesme), (Szerk.) 1940.
- Haremske pričalice i bunjevačke groktalice, (Szerk.) 1942.

## Díjai
Vukovár város első díszpolgára (1927.)

## Fordítás
Ez a szócikk részben vagy egészben  a   Nikola Andrić című horvát Wikipédia-szócikk ezen változatának fordításán alapul.  Az eredeti cikk szerkesztőit annak laptörténete sorolja fel. Ez a jelzés csupán a megfogalmazás eredetét és a szerzői jogokat jelzi, nem szolgál a cikkben szereplő információk forrásmegjelöléseként.